# NGC 908
NGC 908 is een spiraalvormig sterrenstelsel in het sterrenbeeld Walvis. Het hemelobject ligt 66 miljoen lichtjaar (20,1 × 106 parsec) van de Aarde verwijderd en werd op 20 september 1786 ontdekt door de Duits-Britse astronoom William Herschel.

## Synoniemen
- GC 536
- IRAS 02207-2127
- 2MASX J02230456-2114018
- ESO 545-11
- H 1.153
- MCG -4-6-35
- PGC 9057
- SGC 022046-2127.6
- UGCA 29
- HIPASS J0223-21